# Sulina
Pour les articles homonymes, voir Sulina (homonymie).
Sulina est une ville portuaire de Roumanie, située sur le bras danubien du même nom, aux bouches du Danube, ouvrant sur la mer Noire.

## Histoire

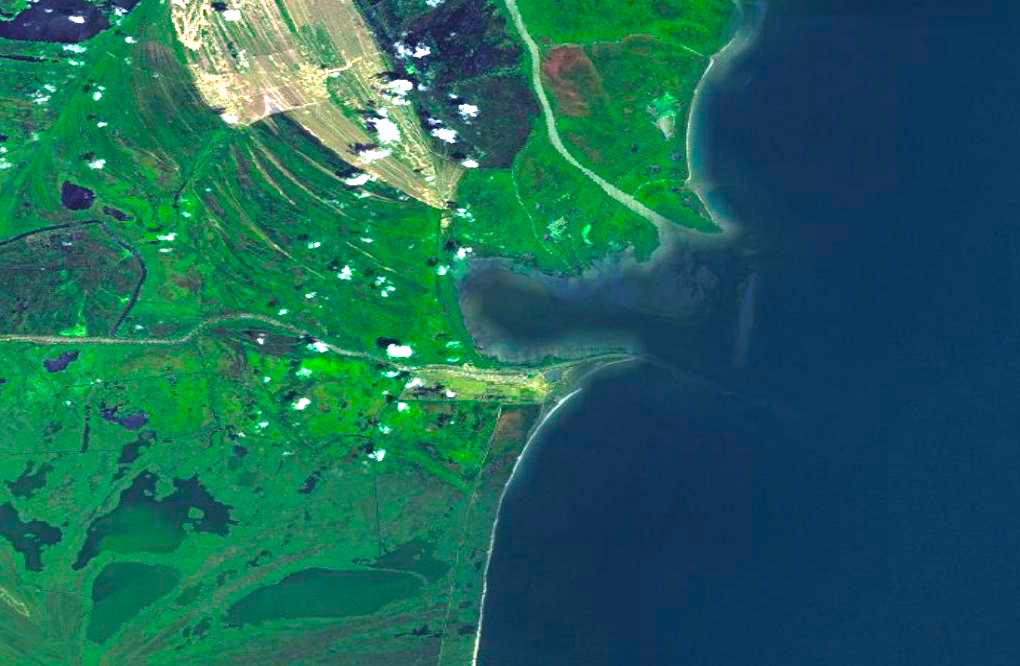
Sulina vue depuis l'espace.

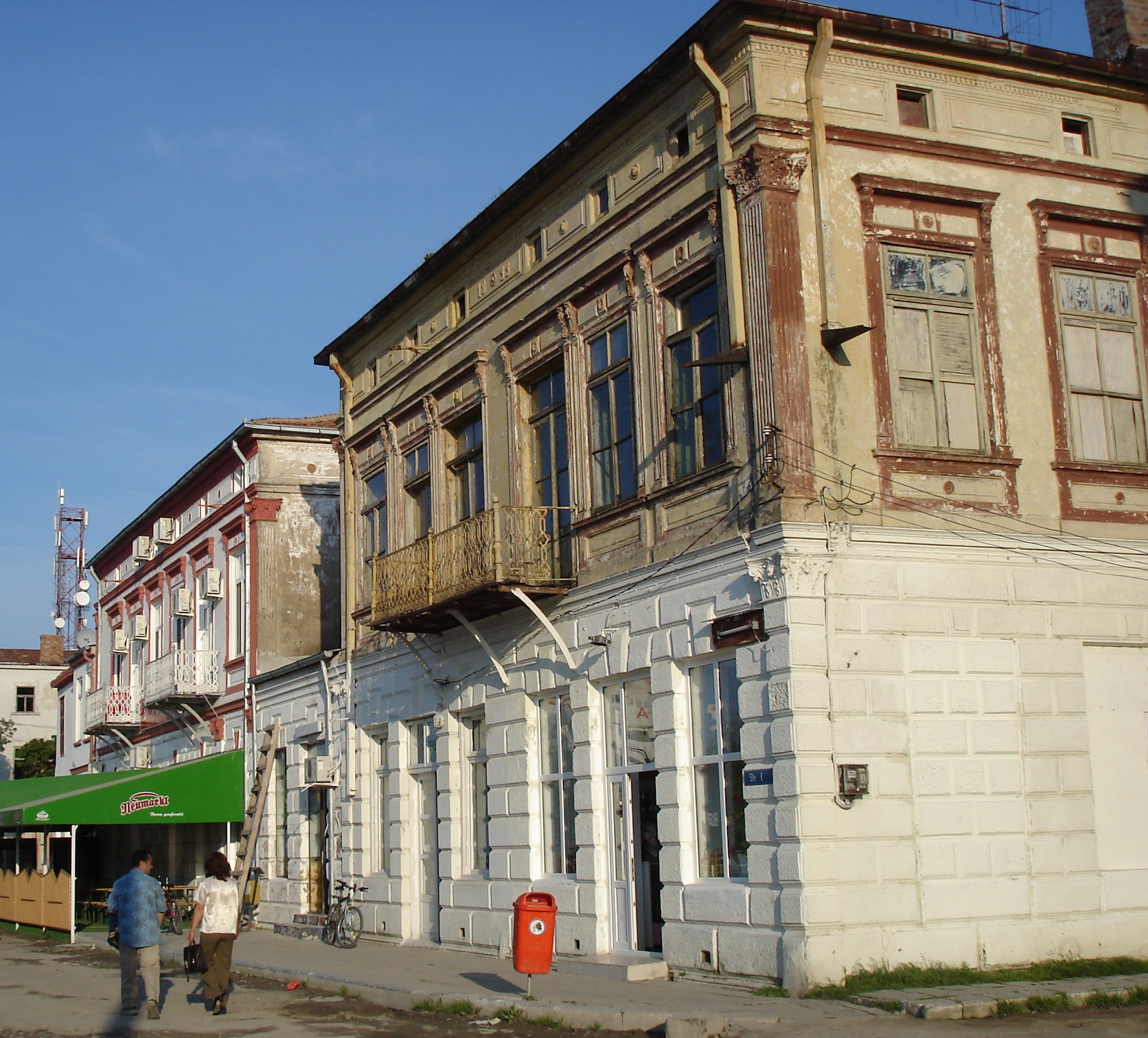
Maisons de marchands de la vieille ville.

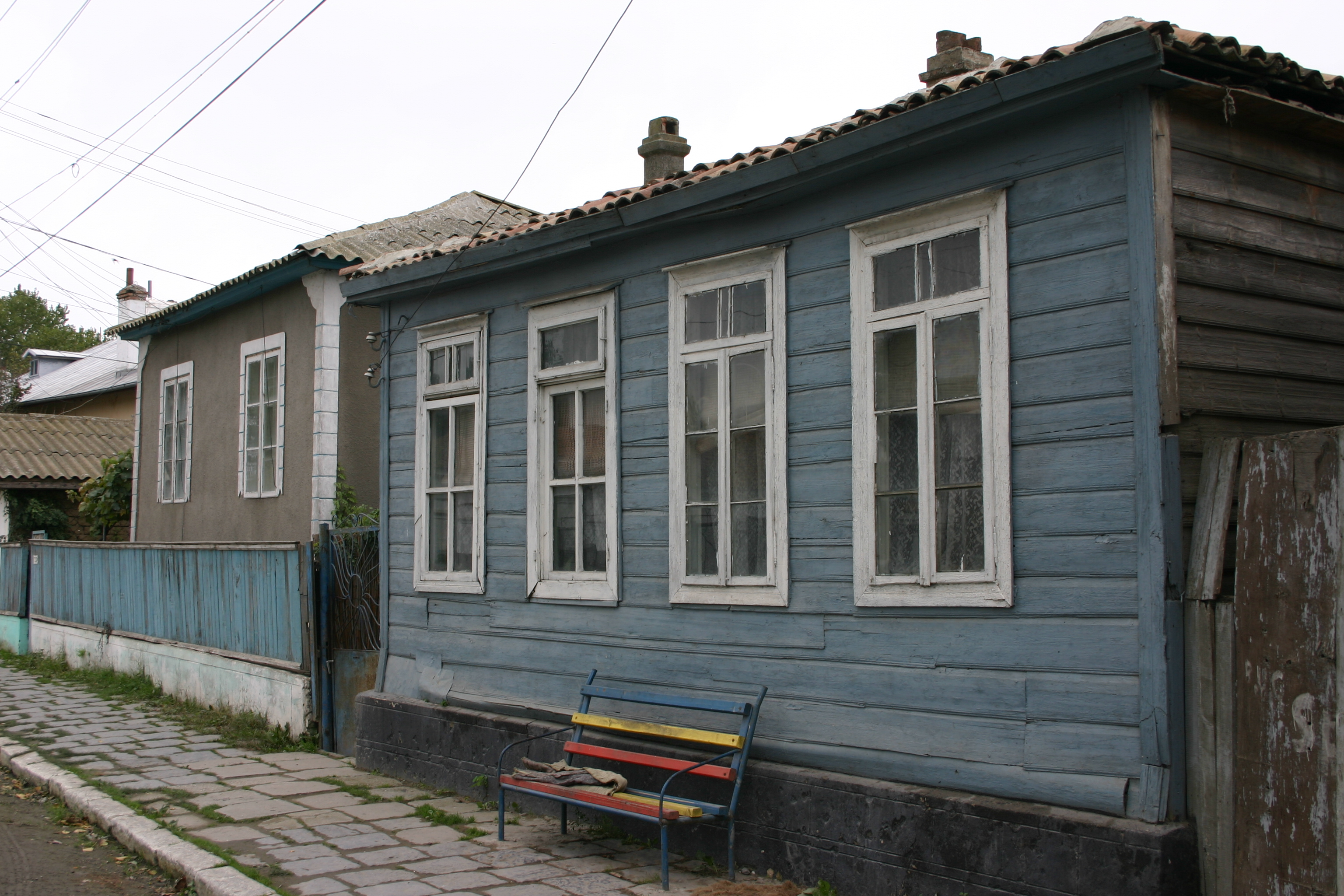
Maisons de pêcheurs de la vieille ville.

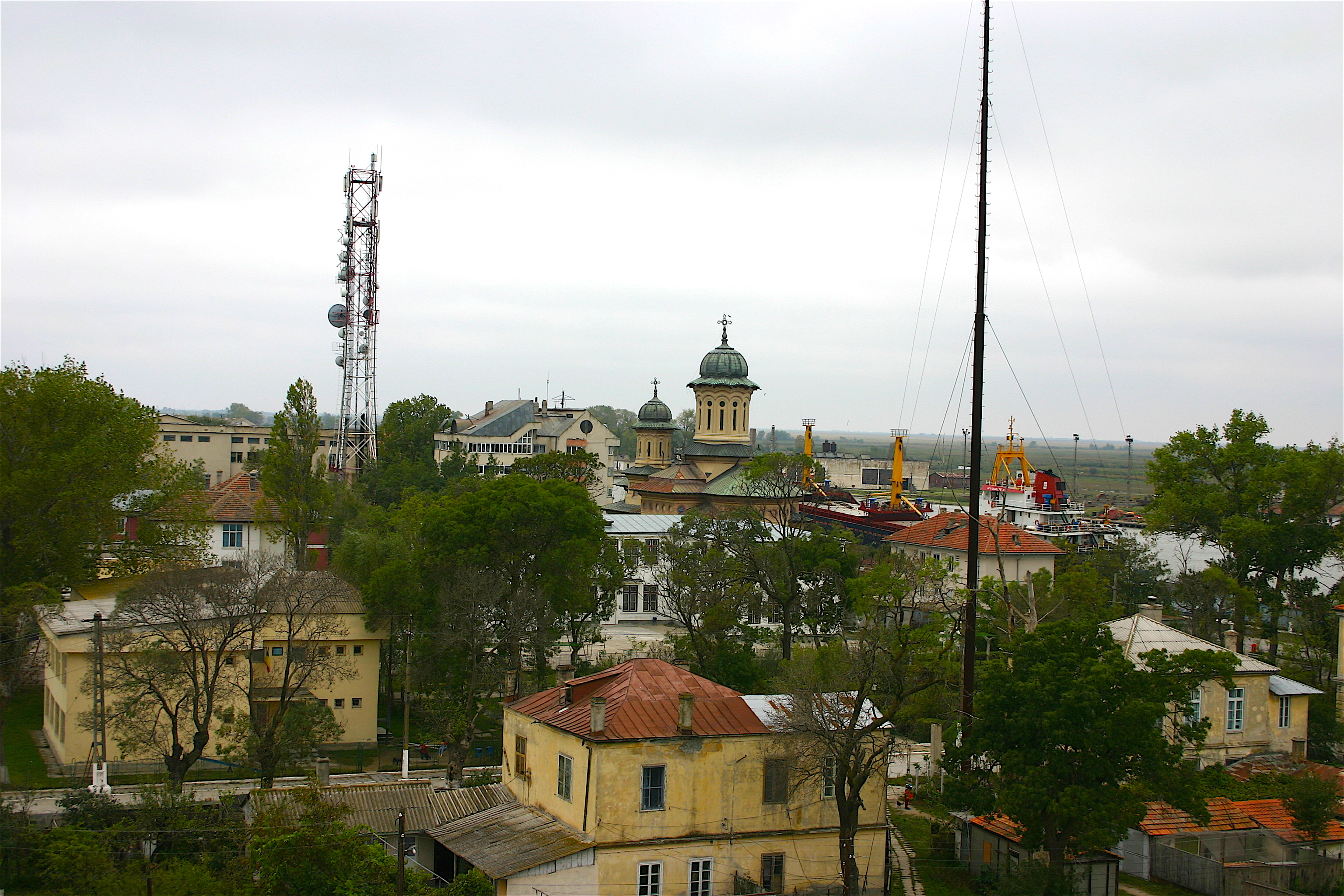
Panorama de Sulina.

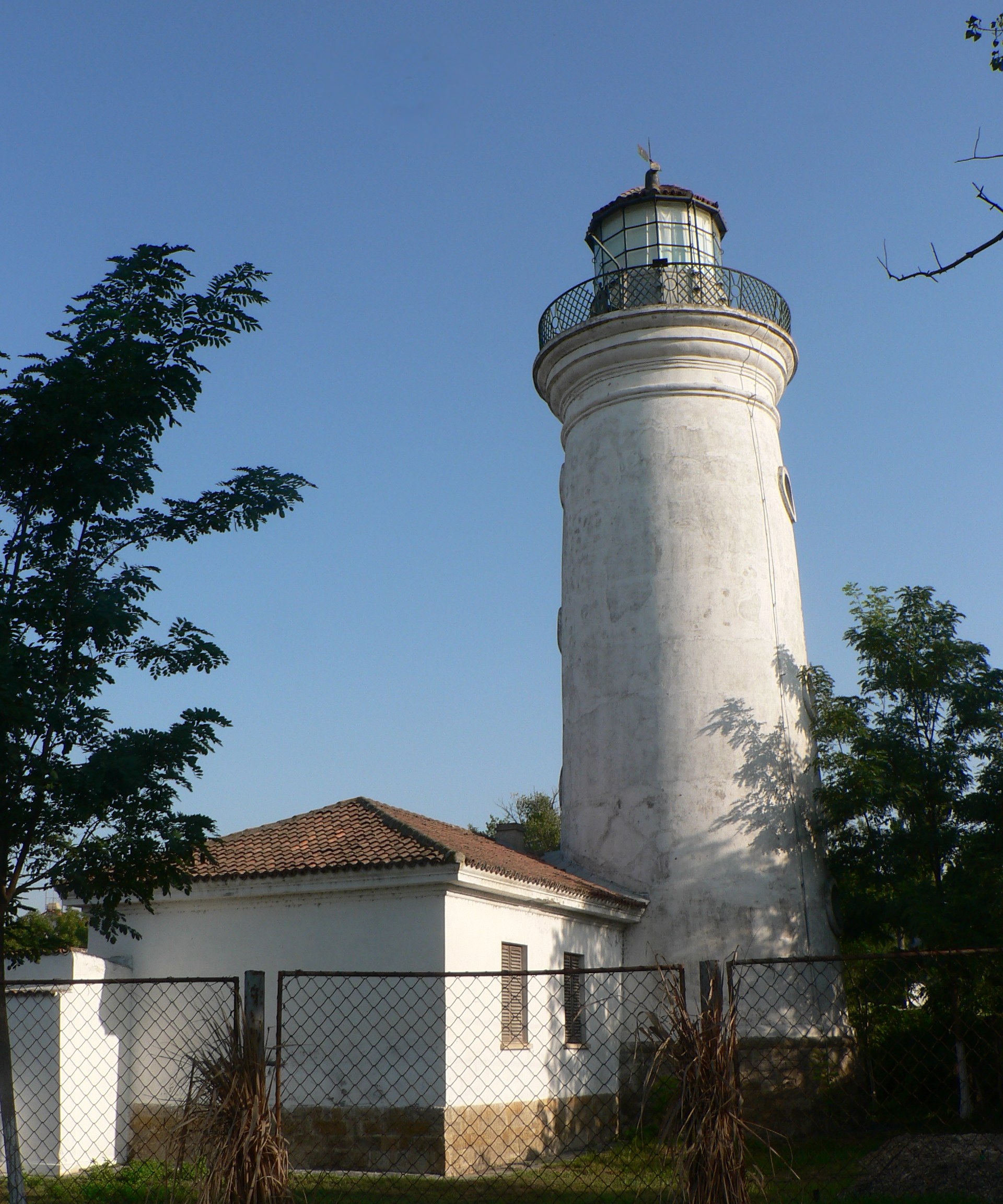
Le vieux phare dit « de la Commission internationale ».

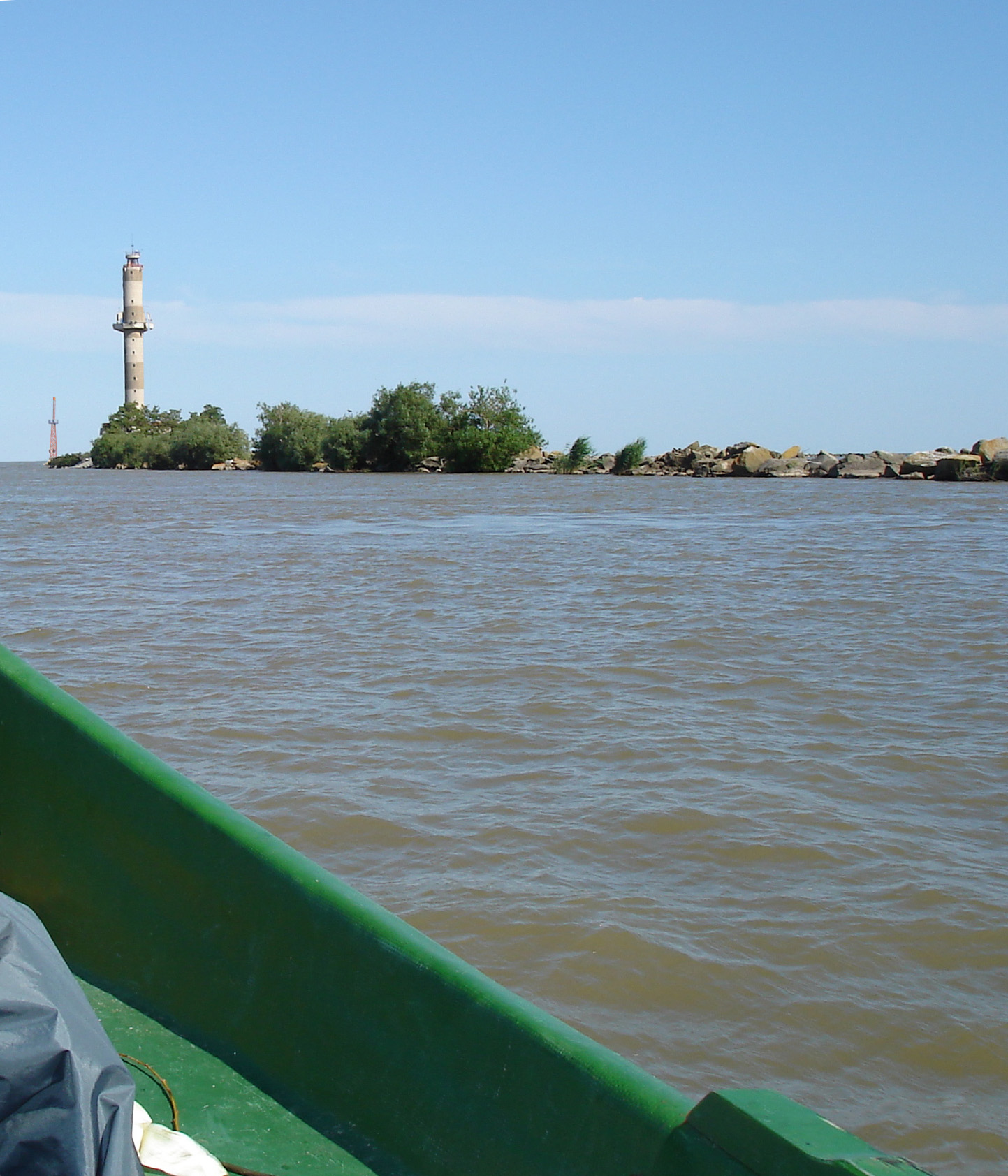
Le phare actuel, sur le jetée sud de Sulina.

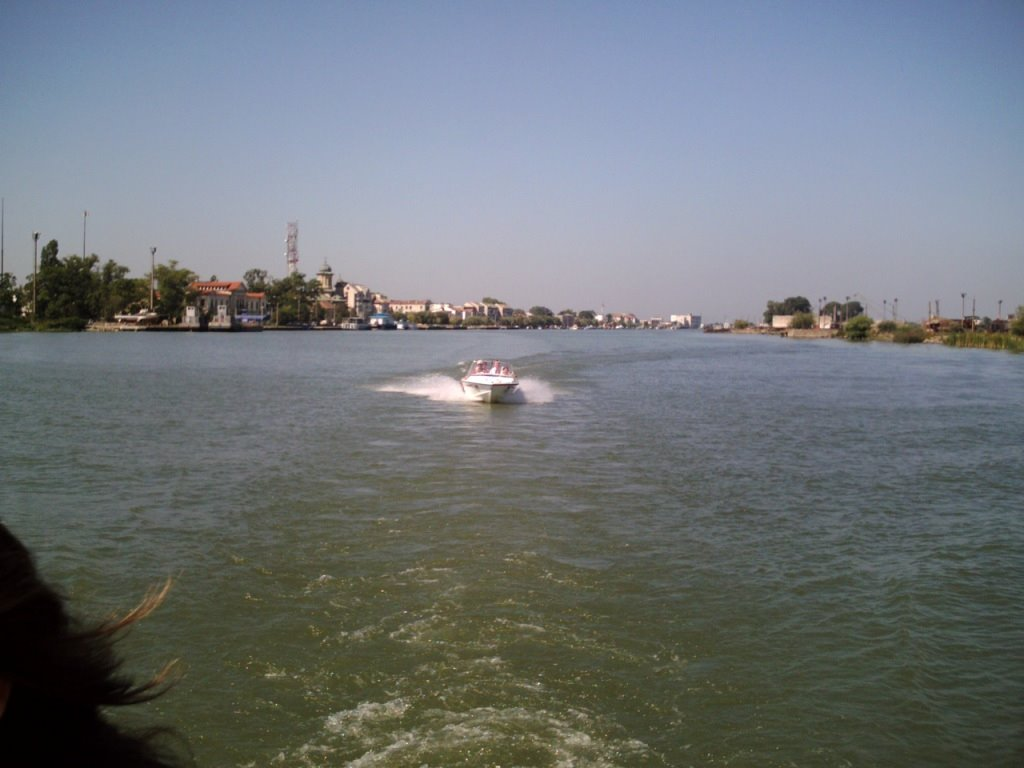
La ville vue vers l'amont depuis le bras de Sulina.

Connue à l'époque byzantine sous le nom de Selenas (qui évoque le nom grec de la Lune), elle devint valaque en 1332, dobrogéenne en 1359, à nouveau valaque en 1390, puis moldave en 1421 et finalement turque en 1484 sous le nom de Selimyia. Russe en 1829 au traité d'Edirne, elle revint à l'Empire ottoman en 1856 à la suite de la Guerre de Crimée. C'était là que les bolozanes du Danube (péniches à voile, pouvant aussi être remorquées depuis la rive par des chevaux) et les tartanes et caraques de la Mer Noire déchargeaient et chargeaient leurs marchandises.
La période de gloire de la ville coïncide avec son statut de siège de la Commission européenne du Danube de 1865 à 1939. Le français Michel Pacha en rénova le phare, et les Britanniques équipèrent de grues les quais (d'où la présence d'une minorité maltaise jusqu'en 1940). Sulina, roumaine en 1878 devint un port franc et prospère. À la fin du XIXe siècle, elle affichait une population de 4 889 habitants dont 2 056 grecs pontiques, 803 roumains, 553 lipovènes, 444 arméniens, 268 turcs, 211 austro-hongrois, 173 juifs, 117 Albanais, 49 allemands, 45 italiens, 35 bulgares, 24 maltais britanniques, 22 tatars, 22 monténégrins, 21 serbes, 17 polonais, 11 français, six danois, cinq gagaouzes, quatre indiens britanniques et trois égyptiens répartis dans 1 200 immeubles et desservis par deux hôpitaux, un théâtre de 300 places, six écoles publiques dont deux grecques, deux roumaines, une allemande et une juive, plus les cours confessionnels, une école professionnelle pour filles préparant aux filières ménagères, sanitaires et de l'éducation, une école professionnelle anglaise de marine, un gymnase, un stade, 3 moulins, 70 petites entreprises, une imprimerie (quatre journaux paraissaient en ville), une usine d'épuration des eaux (don de la maison royale des Pays-Bas), une centrale électrique thermique, 154 commerces, une ligne téléphonique le long du bras de Sulina et 7 km de chemin carrossable vers Crișan en amont.
Pour les cultes, on comptait 4 églises orthodoxes, une anglicane, une protestante et une catholique, deux mosquées et une synagogue. Pas moins de 11 agences consulaires représentaient en ville les intérêts du Danemark, des Pays-Bas, de la Belgique, de la France, de l'Italie, des cinq Empires britannique, allemand, austro-hongrois, russe et ottoman, et de la Grèce : leurs personnels disposaient d'un club diplomatique. Les compagnies maritimes suivantes avaient des bureaux à Sulina : Lloyd Autrichien (Autriche-Hongrie), Deutsche Levante Linie (Empire Allemand), Aigaios (Grèce), Johnston Line (Empire britannique), Florio & Rubatino (Italie), Westcott Line (Belgique), Messageries maritimes (France) et Service maritime roumain.
Une bataille navale eut lieu devant Sulina, en mer Noire, durant la Première Guerre mondiale. La Roumanie étant entrée en guerre le 27 août 1916 aux côtés de l'Entente, le croiseur allemand SMS Breslau se présente à l'embouchure du bras de Sulina pour canonner la ville et le port ; le croiseur roumain NMS Elisabeta qui patrouillait sur zone, envoie quelques obus et endommage légèrement le Breslau qui se retire vers le Bosphore, sans que le NMS Elisabeta, plus petit et plus lent, essaie de le rattraper.
Entre les deux guerres mondiales, le tourisme se développant, plusieurs pensions, auberges et hôtels s'ouvrent, la population oscillant entre 7 000 l'hiver et 15 000 l'été mais la période faste de Sulina prend fin avec la Seconde Guerre mondiale, durant laquelle le port devient le point de transbordement des milliers de réfugiés fuyant le nazisme, amenés par les bateaux danubiens (paquebots à aubes NMS Titu Maiorescu, Tudor Vladimirescu, Regele Carol II et Stefan cel Mare de la N.F.R.) qui se mettaient bord à bord avec les paquebots du Service maritime roumain (NMS Împaratul Traian, Dacia, Carol I, România, Polonia, Transilvania, Basarabia, Alba-Iulia et Suceava), qui les emmenaient par la mer Noire à Istanbul (la Turquie était neutre), non sans pertes dues aux torpillages soviétiques. Avec les dictatures fasciste puis communiste qui se succèdent pendant et après la guerre, Sulina devient une zone frontière militarisée, ville de garnison qui se dépeuple et ne vit plus que de la pêche et du cantonnement des familles des militaires. Démilitarisée en 1990, après la chute de la dictature communiste, elle ne se relève que modestement de sa longue stagnation, grâce à la réapparition du tourisme, et compte 3 663 habitants en 2011.

## Géographie
L'ancien phare dit « de la Commission du Danube » marque le point zéro du Danube, à partir duquel sont comptées les distances sur le fleuve vers l'amont du bras de Sulina (les marins comptent en milles nautiques, les mariniers en kilomètres). Jadis en bord de mer, ce phare est aujourd'hui situé à 4,5 km de l'actuelle embouchure du bras de Sulina, les alluvions fluviatiles prolongeant vers l'est le bras du Danube. Celui-ci est protégé vers le large par des digues délimitant le chenal navigable ; la digue Nord est l'objet d'un litige frontalier avec l'Ukraine qui a déplacé unilatéralement en 2009 sa frontière maritime vers le Sud, en posant des bouées-bornes le long de la digue Nord.

## Démographie
Lors du recensement de 2011, 81,92 % de la population se déclarent roumains et 9,88 % comme lipovènes, 1,69 % comme grecs et 1,22 ukrainiens (0,46 % déclarent une autre appartenance ethnique et 4,8 % ne déclarent pas d'appartenance ethnique).

## Politique
| Parti | Parti                                      | Sièges |
| ----- | ------------------------------------------ | ------ |
|       | Parti social-démocrate (PSD)               | 4      |
|       | Parti national libéral (PNL)               | 3      |
|       | Alliance des libéraux et démocrates (ALDE) | 2      |
|       | Parti Mouvement populaire (PMP)            | 2      |
|       | Parti de la Grande Roumanie (PRM)          | 1      |
|       | Indépendant                                | 1      |